# Oropo
Oropo (in greco antico: Ὠρωπός?, Oropós, si trova sia al maschile sia al femminile) era una cittadina posta tra l'Attica e la Beozia, capoluogo della regione detta Oropia.

## Geografia
Oropo era situata in una pianura costiera profonda cinque chilometri, attraverso cui il fiume Asopo raggiunge il mare. Questa zona è separata dalla pianura interna di Tanagra da alcune colline, facenti parte della continuazione dei monti della Diacria.

## Storia
Oropo fu a lungo una città beota, appartenendo naturalmente a quella regione a causa della sua posizione nella pianura dell'Asopo; tuttavia il suo possesso fu argomento di frequenti controversie tra gli Ateniesi ed i Beoti e i primi la ottennero molto prima della guerra del Peloponneso. Rimase nelle loro mani fino al 412 a.C., quando i Beoti ne ripresero possesso.
Pochi anni dopo, nel 402 a.C., i Beoti fecero distruggere la città e la fecero ricostruire a sette stadi di distanza dal mare a causa di una rivolta tra i suoi cittadini.
Durante i successivi sessant'anni la città passò molte volte in mani ora ateniesi ora beote, finché il re di Macedonia Filippo II, dopo la battaglia di Cheronea (338 a.C.), nella pace di Demade la assegnò definitivamente agli Ateniesi. Nel 318 a.C. Oropo ritornò una città libera. Nel 312 a.C. Cassandro I conquistò la città, ma Polemone, il generale di Antigono, poco dopo espulse la guarnigione macedone e consegnò la città ai Beoti.
Secondo quanto scrive Dicearco la città continuò a rimanere sotto Tebe per il secolo successivo, ma secondo alcuni storici l'espressione οἰκία Θηβῶν (oikía Thebôn, che indica la dominanza tebana) è sbagliata e dal passaggio non si può trarre nessuna conclusione certa. William Martin Leake sostiene che la lettura corretta sia ἀποικία Θηβῶν (apoikía Thebôn, colonia dei Tebani), Wordsworth σκία Θηβῶν (skía Thebôn, ombra dei Tebani) e Müller θητῶν συνοικία (thetôn synoikía, colonia di lavoro). Dicearco nomina gli abitanti della città come Ateniesi Beoti, così come nominava anche quelli di Platea. Anche Strabone descrive Oropo come una città beota, ma Tito Livio, Pausania e Plinio la collocano in Attica. Non si sa per quanto tempo gli Oropi abitarono nella città nell'interno. Pausania dice espressamente che Oropo era presso il mare (in greco antico: ἐπὶ θαλάσσης?, epì thalásses), quindi gli abitanti tornarono all'antica città poco tempo dopo essersi trasferiti nella nuova.
Anche se Oropo rimase a lungo in mani ateniesi non fece mai parte dei demi dell'Attica; tuttavia la zona era chiamata amministrativamente Grea (in greco antico: ἡ Γραῖα?, he Grâia). In Omero non si fa menzione di Oropo, ma la Grea è menzionata tra le città beote e si ritiene che questo antico nome sia stato cambiato in Oropo dagli Ateniesi. Dalla lettura di Aristotele si comprende che al tempo del filosofo Oropo era chiamata comunemente Grea e, a sostegno di quest'affermazione, è stata rinvenuta un'iscrizione del periodo che parla di Γραῆς (o Γραεῖς) (Graês o Graêis) come un demo della tribù Pandionide.
Secondo Dicearco gli Oropi erano molto avari e desiderosi di arraffare denaro, come dimostravano le alte imposte che bisognava pagare per vendere prodotti nel loro territorio.
Nel 2001 Oropos contava 29 542 abitanti.

## Descrizione
Ad Oropo si trovava il celebre tempio dell'eroe Anfiarao (l'Amphiareion) che, secondo Pausania, si trovava a 12 stadi dalla città. Strabone lo colloca nel distretto di Psafi, che si trovava tra Ramnunte e Oropo e che era uno dei demi dell'Attica. Livio intitola il tempio ad Anfiloco, il quale, a detta di Pausania, era adorato insieme ad Anfiarao. Livio descrive il luogo come ingentilito da fontane e corsi d'acqua, il che significa che Oropo si trovava presso uno dei due torrenti che sfociano in mare tra Skála e Kalamos (probabilmente l'antica Psofi). La foce di uno di questi torrenti dista circa un miglio e mezzo da Skála; a mezzo miglio dalla foce sono presenti alcune rovine antiche. L'altro torrente è circa tre miglia più ad est e vi sono stati rinvenuti, risalendolo per un miglio, resti di mura antiche. Questo luogo, vicino a Kalamos, si chiama Mavro-Dhílissi, in cui il prefisso Mavro (nero) è stato introdotto per distinguerlo dalla semplice Dhílissi, il sito di Delio. La distanza delle rovine del primo torrente concorda con i 12 stadi di Pausania; ma, d'altro canto, sono state trovate iscrizioni a Mavro-Dhílissi e Kalamos che fanno il nome di Anfiarao.
Dicearco scrive che la strada tra Atene e Oropo passava tra piante di lauro (in greco antico: διὰ δαφνίδων?, dià dafnídon e il tempio Anfirao. Wordsworth invece interpreta quell'espressione come δι Ἀφιδνῶν, osservando che non è possibile che un topografo abbia descritto un percorso di circa 30 miglia come "passante attraverso i lauri". Anche se questa versione è respinta da Leake, è accettata da Müller.

## Collocazione attuale
In Tucidide si parla di Oropo come appartenente alla Πειραΐκή (Peiraiké), che però viene letta da Stefano di Bisanzio come Γραϊκή (Graiké), termine accettato da alcune edizioni critiche sull'opera di Tucidide: bisogna ricordare che la zona di Oropo era chiamata "terra di confine", cioè τῆς πέραν γῆς (tês péran ghês), il che può giustificare l'interpretazione di Stefano.
Strabone parla così della collocazione di Oropo:
(Strabone, Geografia, IX, 403.)
Il moderno paese di Oropos si trova a quasi due chilometri dal mare, sulla riva destra del Vouriéni, anticamente chiamato Asopo. Vi si possono vedere alcune rovine di edifici e pietre sepolcrali. Si trovano resti ellenici anche allo scalo presso cui si imbarca la gente per Eubea, Skála; questo luogo è chiamato anche "Santi Apostoli" dal nome di una chiesa in rovina dedicata agli Apostoli. Leake, in una prima opera, colloca Oropo ad Oropos e Delfinio a Skála; tuttavia, nella seconda edizione del suo libro, lascia la collocazione attuale di Oropo nel dubbio. Sembra più probabile che la città si trovasse in origine sulla costa e che venne spostata solo per un breve periodo di tempo. Nella sua Guerra del Peloponneso Tucidide parla di far vela verso Oropo e gettarvi le ancore e Pausania dice espressamente che Oropo si trovava sulla costa. Quindi senza dubbio la città si trovava presso l'attuale Skála e il centro nell'entroterra fu la zona occupata per breve tempo dai suoi cittadini. È tuttavia vero che la distanza tra Oropos ed il mare è più del doppio di 7 stadi, come sostiene Diodoro, ma è possibile che egli intendesse originariamente 17 stadi. Se Oropo corrisponde a Skála, allora, Delfinio si trovava più ad est, vicino ai confini con l'Attica.